# Río de la Piedad
El río de la Piedad es una corriente de agua que se encuentra en la Ciudad de México. Recibe sus aguas de los ríos Tacubaya y Becerra, que tienen su unión en un punto localizado a poco más de 1 km del pueblo de Tacubaya. Se entubó en 1942. Por encima de la obra por la que todavía corre el río, se construyó en 1952 parte del Viaducto Miguel Alemán, en donde dicha vialidad toma el nombre de Viaducto Río de la Piedad, desde Acapulco y hasta Calzada Ignacio Zaragoza. El río de la Piedad desemboca en el afluente principal del canal rectificado del río Churubusco, en la zona de Pantitlán. Recibe su nombre por el pueblo originario de La Piedad Ahuehuetlán, asentado en sus márgenes.